# Beyoncé (альбом)
Beyoncé (стилізовано BEYONCÉ) — п'ятий студійний альбом американської співачки Бейонсе, вийшов 13 грудня 2013. Ноулз виступила виконавчим продюсером, співавтором і співрежисером музичних відео; значний внесок внесли Тімбаленд, Джастін Тімберлейк, Фаррелл Вільямс і Boots. Запис платівки почалася в 2012 році, під час світового туру Бейонсе.
Альбом вийшов без оголошення і промо на iTunes Store. Описавши його як «візуальний альбом», Бейонсе представила музичне відео до кожного треку.
Перший візуальний альбом виконавиці містить 14 нових пісень і 17 відеокліпів.. Все відео були зняті протягом 2013 року в декількох місцях по всьому світу, в тому числі в: Х'юстоні, Нью-Йорку, Парижі, Сіднеї, Мельбурні, Аделаїді та Ріо-де-Жанейро. Один з найкращих музичних продюсерів Timbaland описав альбом як найкращий двадцять першого століття.

## Запис і композиції
Вперше альбом Ноулз обговорювала з Джейсоном Гаєм з Vogue в січні 2013 року. Гай описує увагу Ноулз на деталі, як «нав'язливе», відзначивши її бачення шаблонів, створених для натхнення, які містили потенційні назви пісень, старі обкладинки альбомів і фотографії минулих виступів. Запис розпочався в The Hamptons в Нью-Йорку влітку 2012 року. Ноулз супроводжував її чоловік Jay-Z, дочка Блю Айві, а також Тімбаленд, Джастін Тімберлейк і The-Dream. Ноулз знайшла розслаблюючу атмосферу, сказавши: «Ми обідали з продюсерами кожен день, як сім'я ... це було схоже на табір. Вихідні геть. Ти можеш піти і стрибнути в басейн і їздити на велосипедах... океан, трава і сонце... це було дійсно безпечним місцем».
Незважаючи на очікування ЗМІ і фанатів, виступ Ноулз на Супер Кубку і світовий тур не містили нової музики. 17 березня 2013, співачка розмістила трек під назвою «Bow Down / I Been On» на своєму акаунті в SoundCloud, який пізніше став частиною композиції «***Flawless». Ноулз також попередньо представила трек «Grown Woman» у рекламі Pepsi, і «Standing on the Sun», яка була використана в рекламі для H & M і L'Oreal.

## Комерційний успіх
13 грудня 2013, Billboard оголосив, що альбом був проданий тиражем 80,000 в перші три години продажів. Такі цифри були сприятливими в порівнянні з Blame It All on My Roots: Five Decades of Influences (2013) Гарта Брукса, який, як очікувалося, залишиться під #1 в американському чарті Billboard 200 з тритижневими продажами 150-160,000 копій. Але альбом розкуповується тиражем 430,000 копій у день, а за тиждень Бейонсе дебютує під #1 в Billboard 200 c продажами 617,000 копій.
Альбом очолив ITunes в 106 країнах, що є абсолютним рекордом в історії музики.

## Список композицій
| Beyoncé – Disc 1 | Beyoncé – Disc 1                                   | Beyoncé – Disc 1                                                                                           | Beyoncé – Disc 1                                 | Beyoncé – Disc 1 |
| #                | Назва                                              | Автор | Продюсер(и)                                      | Тривалість       |
| ---------------- | -------------------------------------------------- | --- | ------------------------------------------------ | ---------------- |
| 1.               | «Pretty Hurts»                                     | Joshua Coleman, Sia Furler, Beyoncé Knowles                                                                | Ammo, Knowles                                    | 4:17             |
| 2.               | «Ghost» / «Haunted»                                | Boots, Knowles                                                                                             | Boots, Knowles                                   | 6:09             |
| 3.               | «Drunk in Love» (featuring Jay Z)                  | Knowles, Noel Fisher, Shawn Carter, Andre Eric Proctor, Rasool Diaz, Brian Soko, Timberland, Jerome Harmon | Detail, Knowles                                  | 5:23             |
| 4.               | «Blow»                                             | Pharrell Williams, Knowles, James Fauntleroy, Mosley, Harmon, Justin Timberlake                            | Williams, Knowles,Timbaland                      | 5:09             |
| 5.               | «No Angel»                                         | Caroline Polachek, Knowles, Fauntleroy                                                                     | Polachek, Knowles                                | 3:48             |
| 6.               | «Youncé» / «Partition»»                            | Knowles, The-Dream, Timberlake, Mosley, Harmon, Dwane Weir II                                              | Timbaland, Harmon, Timberlake, Knowles, Key Wane | 5:19             |
| 7.               | «Jealous»                                          | Fisher, Knowles, Proctor, Diaz, Soko, Boots                                                                | Detail, Knowles                                  | 3:04             |
| 8.               | «Rocket»                                           | Miguel, Knowles, Timberlake, Mosley, Harmon                                                                | Timbaland, Knowles, Harmon                       | 6:31             |
| 9.               | «Mine»                                             | Noah Shebib, Aubrey Drake Graham, Knowles, Jordan Kenneth Cooke Ullman, Sidney "Omen" Brown                | Noah "40" Shebib                                 | 6:18             |
| 10.              | «XO»                                               | Ryan Tedder, Nash, Knowles                                                                                 | Tedder, Nash, Knowles, Hit-Boy                   | 3:35             |
| 11.              | «***Flawless» (featuring Chimamanda Ngozi Adichie) | Knowles, Nash, Hit-Boy, Rey Reel                                                                           | Hit-Boy, Knowles, Rey Reel                       | 4:10             |
| 12.              | «Superpower» (featuring Frank Ocean)               | Williams, Frank Ocean, Knowles                                                                             | Williams                                         | 4:36             |
| 13.              | «Heaven»                                           | Boots, Knowles                                                                                             | Boots, Knowles                                   | 3:50             |
| 14.              | «Blue» (featuring Blue Ivy)                        | Boots, Knowles                                                                                             | Boots, Knowles                                   | 4:26             |

| Beyoncé – Music videos | Beyoncé – Music videos                             | Beyoncé – Music videos                     | Beyoncé – Music videos |
| #                      | Назва                                              | Режисер                                    | Тривалість             |
| ---------------------- | -------------------------------------------------- | ------------------------------------------ | ---------------------- |
| 15.                    | «Pretty Hurts»                                     | Melina Matsoukas                           | 7:04                   |
| 16.                    | «Ghost»                                            | Pierre Debusschere                         | 2:31                   |
| 17.                    | «Haunted»                                          | Jonas Åkerlund                             | 5:21                   |
| 18.                    | «Drunk in Love» (featuring Jay Z)                  | Hype Williams                              | 6:21                   |
| 19.                    | «Blow»                                             | Williams                                   | 5:25                   |
| 20.                    | «No Angel»                                         | @lilinternet                               | 3:53                   |
| 21.                    | «Youncé»                                           | Ricky Saiz                                 | 2:02                   |
| 22.                    | «Partition»                                        | Jake Nava                                  | 3:49                   |
| 23.                    | «Jealous»                                          | Knowles, Francesco Carrozzini, Todd Tourso | 3:26                   |
| 24.                    | «Rocket»                                           | Knowles, Ed Burke, Bill Kirstein           | 4:30                   |
| 25.                    | «Mine» (featuring Drake)                           | Dubusschere                                | 4:59                   |
| 26.                    | «XO»                                               | Terry Richardson                           | 3:35                   |
| 27.                    | «***Flawless» (featuring Chimamanda Ngozi Adichie) | Nava                                       | 4:12                   |
| 28.                    | «Superpower» (featuring Frank Ocean)               | Åkerlund                                   | 5:24                   |
| 29.                    | «Heaven»                                           | Knowles, Tourso                            | 3:55                   |
| 30.                    | «Blue» (featuring Blue Ivy)                        | Knowles, Burke, Kirstein                   | 4:35                   |
| 31.                    | «Grown Woman» (bonus video)                        | Nava                                       | 4:24                   |
| 32.                    | «Credits»                                          |                                            | 2:34                   |

## Історія релізу
| Країна          | Дата           | Формат              | Лейбл                           |
| --------------- | -------------- | ------------------- | ------------------------------- |
| Австралія       | 13 грудня 2013 | Цифрова дистрибуція | Parkwood Entertainment Columbia |
| Бразилія        | 13 грудня 2013 | Цифрова дистрибуція | Parkwood Entertainment Columbia |
| Канада          | 13 грудня 2013 | Цифрова дистрибуція | Parkwood Entertainment Columbia |
| Франція         | 13 грудня 2013 | Цифрова дистрибуція | Parkwood Entertainment Columbia |
| Німеччина       | 13 грудня 2013 | Цифрова дистрибуція | Parkwood Entertainment Columbia |
| Велика Британія | 13 грудня 2013 | Цифрова дистрибуція | Parkwood Entertainment Columbia |
| США             | 13 грудня 2013 | Цифрова дистрибуція | Parkwood Entertainment Columbia |